# Wanlip
Wanlip is een civil parish in het bestuurlijke gebied Charnwood, in het Engelse graafschap Leicestershire met 305 inwoners.